# Kazimierz Łukasiewicz (lekarz)
Kazimierz Łukasiewicz (ur. 15 listopada 1893 w Krasnosiółkach) – podpułkownik lekarz Wojska Polskiego, działacz niepodległościowy, doktor wszech nauk lekarskich.

## Życiorys
Urodził się 15 listopada 1893 w Krasnosiółkach na Podolu, w rodzinie Feliksa (1860–1944) i Julii z Chmielewskich (1870–1959). Był bratem Juliusza (1892–1951), dyplomaty. W 1917 uzyskał dyplom lekarza.
12 marca 1921 został zatwierdzony z dniem 1 kwietnia 1920 w stopniu porucznika lekarza, w korpusie lekarskim, w grupie oficerów byłych Korpusów Wschodnich i byłej armii rosyjskiej. 1 czerwca 1921 pełnił służbę w Szpitalu Wojskowym Czerwonego Krzyża w Łucku, a jego oddziałem macierzystym była kompania zapasowa sanitarna nr 3. 3 maja 1922 został zweryfikowany w stopniu kapitana ze starszeństwem od 1 czerwca 1919 i 60. lokatą w korpusie oficerów sanitarnych, grupa lekarzy. Później został przeniesiony do 1 batalionu sanitarnego i przydzielony do 36 pułku piechoty w Warszawie na stanowisko młodszego lekarza pułku. W 1924 był oficerem 2 batalionu sanitarnego przydzielonym do 2 Szpitala Okręgowego w Chełmie. W 1925 służył w 1 Szpital Okręgowym w Warszawie, w 1928 w Szkole Podchorążych Sanitarnych, a następnie w Centrum Wyszkolenia Sanitarnego również w stolicy. Od października 1931 do 1939 pełnił służbę na stanowisku kierownika naukowego pracowni klinicznej Szpitala Szkolnego. Na stopień podpułkownika został awansowany ze starszeństwem z 1 stycznia 1936 i 7. lokatą w korpusie oficerów sanitarnych (od 1937 – korpus oficerów zdrowia, grupa lekarzy).
W czasie kampanii wrześniowej służył w Kwaterze Głównej Armii „Modlin” na stanowisku referenta w biurze szefa służby zdrowia armii. 16 września 1939, po reorganizacji Kwatery Głównej, znalazł się w II rzucie, który pod dowództwem majora Romualda Stankiewicza miał się kierować przez Luboml do Włodzimierza lub do Lwowa. Będąc w Lubomlu podporządkował sobie szpital polowy nr 162, lecz wkrótce utracił z nim kontakt.

## Ordery i odznaczenia
- Krzyż Niepodległości – 16 marca 1937 „za pracę w dziele odzyskania niepodległości”[24][4][25][c]
- Krzyż Kawalerski Orderu Odrodzenia Polski – 24 marca 1939 „za zasługi w służbie wojskowej”[28]
- Krzyż Walecznych dwukrotnie[20]
- Złoty Krzyż Zasługi[20]
- Medal Zwycięstwa[9]
- Palmy Oficera Akademii – 12 listopada 1925[14]